# O Samba da Vida
O Samba da Vida é um filme brasileiro de drama de 1937. A direção e roteiro é de Luiz de Barros. O filme foi produzido por Adhemar Gonzaga e teve a Cinédia como companhia produtora. O filme é baseado na peça teatral Frederico Segundo, de Eurico Silva. 
É o filme mais popular e o mais apreciado  de Luiz de Barros, destacando-se a movimentação de câmera, sua característica. A fotografia é de Edgar Brasil. 

## Sinopse
Um ladrão vulgar e dois cúmplices invadem um palacete cujos proprietários viajaram para Buenos Aires. Instalam-se no local com toda a família, até que os verdadeiros donos regressam. O filho natural do proprietário salva a situação do ladrão quando este ameaça revelar uns documentos comprometedores.

## Elenco
- Jayme Costa como Pedro Paulo
- Heloísa Helena como Helena
- Ítala Ferreira como Martiniana Ludovico
- Belmira de Almeida como Matilde
- Rodolfo Mayer como Rodolfo
- Edmundo Maia como Coronel Frederico II
- Orlando Brito como Carlos
- Wilson Porto como Frederico Pinhões
- Manoel Rocha como Detetive Rodrigo Fonseca
- Maria Amaro como Geni
- Manoelino Teixeira como João
- Lu Marival
- Eros Volúsia
- João de Deus